# Spreidingswet
Das Spreidingswet (deutsch: „Verteilungsgesetz“) ist der umgangssprachliche Name eines niederländischen Gesetzes, das die Verteilung von Asylbewerbern innerhalb der Niederlande regeln soll.
Der korrekte Titel des Gesetzes lautet: „Wet gemeentelijke taak mogelijk maken asielopvangvoorzieningen“, deutsch etwa: „Gesetz zur Schaffung eines Auftrags der Kommunen zur Einrichtung von Asylbewerberunterkünften“.

## Entstehungsgeschichte

### „Asieldeal“
Als 2021 in den Niederlanden klar wurde, dass das Land dem Ansturm der asylbegehrenden Menschen auf die bis dahin eingerichteten Auffangzentren, etwa in der ehemaligen NATO-Militärbasis in Ter Apel,  nicht standhielt, schlossen die Koalitionsparteien des Kabinetts Rutte IV 2022 ein Abkommen zur Bewältigung der Krise, den so genannten „Asieldeal“. Hier wurde auf Antrag der Volkspartij voor Vrijheid en Democratie (VVD) und des Christen-Democratisch Appèl (CDA) Maßnahmen angekündigt, um die Anzahl der Asylbegehrenden zu begrenzen. Gleichzeitig wurde verabredet, dass ein Gesetz ausgearbeitet werden soll, um die Verteilung der Asylbewerber besser zu koordinieren.
Die Einreichung war für den 1. Oktober 2022 vorgesehen, doch während der Ausarbeitung des Gesetzes gab es Einwände seitens der VVD-Fraktion. Sie beanstandeten das in dem Gesetz enthaltene Zwangselement. Außerdem wollten sie, dass mehr gegen den Zustrom von Asylbewerbern unternommen wird, da die Maßnahmen des Asylabkommens noch nicht ausreichend wirksam waren. VVD-Ministerpräsident Mark Rutte überzeugte die Fraktion, dem Gesetz Anfang November 2022 dennoch zuzustimmen.
Gemeinden und Veiligheidsregios äußerten nach der Vorlage des Gesetzentwurfs Bedenken hinsichtlich der Durchführbarkeit. Auch der Raad van State bekräftigte nach einer Prüfung, Teile zu überarbeiten. Das Kabinett beschloss jedoch, das Gesetz im März 2023 in unveränderter Form der Abgeordnetenkammer vorzulegen, da es sich ohnehin um einen mühevoll zustande gekommenen Kompromiss zwischen den Koalitionsparteien handelte.

### Parlamentsdebatte
Während der Debatte in der Abgeordnetenkammer gab es erneut Einwände seitens der VVD. Diese betrafen die Regelungen zur detaillierten Ausführung (vergl. Ausführungsbestimmung), die das Gesetz weiter konkretisieren sollten, über die aber noch keine Einigung erzielt werden konnte. Dadurch verzögerte sich die Verabschiedung des Gesetzes.
Das Spreidingswet war, neben anderen offenen Fragen zur Migrationspolitik, mitverantwortlich für die Regierungskrise, die am 7. Juli 2023 zu dem Ende des Kabinetts Rutte IV führte. Nach Ruttes Rücktritt distanzierte sich die Partei VVD von dem Gesetz.

### Verabschiedung
Das Gesetz galt jedoch nicht als gescheitert. Auch ohne die VVD gab es schließlich eine Mehrheit, bestehend aus Democraten 66, Christen-Democratisch Appèl und der Partij van de Arbeid, Socialistische Partij, GroenLinks, Partij voor de Dieren, ChristenUnie, DENK, Volt, den parteilosen Politikerinnen Liane den Haan (vormals 50PLUS) und Nilüfer Gündoğan (vormals Volt), die dem Gesetz am 10. Oktober 2023 schließlich zustimmten.
Es stand jedoch noch die Zustimmung der Ersten Kammer der Generalstaaten aus. Trotz eines Versuchs der Partij voor de Vrijheid (PVV), die Abstimmung bis nach den laufenden Koalitionsverhandlungen zu verschieben, wurde das Gesetz hier am 16. Januar 2024 mit einer Mehrheit von 43 zu 27 Stimmen (bei 75 Stimmberechtigten, davon fünf abwesend) angenommen. Zu Irritationen von Beobachtern aber auch eigener Parteimitglieder führte die Abweichung zur bisherigen Linie der VVD, welche bisher das Spreidingswet ablehnte und dies auch während des Wahlkampfs 2023 mehrmals bekräftigte. Die überraschende Zustimmung in der Ersten Kammer erschwerte auch die Koalitionsverhandlungen mit der aus dieser Wahl als stimmenstärkste Partei hervorgegangenen rechtspopulistischen PVV.